# 哥吉拉×機械哥吉拉
《哥吉拉×機械哥吉拉》是2002年12月14日上映的日本電影、哥吉拉系列電影的第26集，縮寫簡稱為GMG。日本票房收入約19億日圓，觀賞人次170萬人。
如同之前幾部「千禧年系列」的作品，本片的劇情直接延續1954年的第一集《哥吉拉》，而與前作沒有關聯，並為了介紹「鎂射光線車」的登場，引用了1961年《摩斯拉》及1966年《科學怪人的怪獸 山達對蓋拉》的畫面。
以「哥吉拉」為暱稱的日本職棒選手松井秀喜特別在本片中客串演出，角色就是他本人。

## 劇情概要
1999年，在一個颱風天的晚上哥吉拉登陸了房總半島，使得館山市受到極大的破壞，自衛隊對哥吉拉的攻擊不僅束手無策，反而造成巨大傷亡！
因此日本政府決定製造對付哥吉拉的特殊武器，因此以初代哥吉拉的骨骸為主體，研發出了三式機龍。
2003年，機龍製造完成，自衛隊為此成立了專屬的作戰部隊"機龍隊"，此時發現了哥吉拉正朝著東京的方向而來，於是便將機龍去派出去對付哥吉拉，沒想到機龍在與哥吉拉戰鬥時居然產生了自我意識，開始不受控制，哥吉拉趁此機會逃走，但是機龍卻開始四處破壞，造成城市巨大的損害。
日本政府只好因此暫時停止機龍作戰的計畫，但是此時哥吉拉卻出現在東京灣，自衛隊任何攻擊都無法抵擋哥吉拉，使得哥吉拉突破防線登陸了品川開始破壞，但是機龍隊隊員卻因為沒有接到出動的命令，只能待在基地眼睜睜地看著哥吉拉蹂躪著自己的城市，於是機龍隊的隊長只好前去找首相希望首相能夠批准機龍出動........

## 登場武器
- 三式機龍（機械哥吉拉）：特生自衛隊開發，以1954年的哥吉拉骸骨為骨架製造的人工有機體，並從骸骨中抽取哥吉拉的DNA做為操控的生物電腦，型號為MFS-3 (Multi-purpose Fighting System-3)。

- 鎂射光線車：用來對抗各種怪獸的能量型光束武器，在昭和、平成系列經常出現，但在千禧年系列中第一次登場。鎂射指的就是「激微波」（MASER），但為了與真實世界的科技作區別，日文寫法稍微做了一點改變（「メーザー」改成「メーサー」）。

## 演員
- 家城茜：釋由美子
- 湯原德光：宅麻伸
- 湯原沙羅：小野寺華那
- 機龍隊隊長富樫：高杉亘
- 葉山進：友井雄亮
- 關根健二：水野純一
- 山田薰：萩尾みどり
- 赤松伸治：白井晃
- 菅野吾郎：六平直政
- 菱沼：加納幸和
- 一柳參謀長：中原丈雄
- 土橋：上田耕一
- 柘植真智子：水野久美
- 日本首相五十嵐隼人：中尾彬

### 特別客串
- 松井秀喜（本人）：松井秀喜
- 館山・便利商店店員：村田雄浩
- 住家被哥吉拉破壞的男子：柳澤慎吾
- 酉澤安施：中村嘉葎雄
- 品川東病院的護士：田中美里
- 宮川中尉：永島敏行
- 特生自衛隊幹部：渡邊哲
- 新聞播報員：吹越滿
- 八景島的軍官：谷原章介
- 湯原之妻：北原佐和子

### 道具服演員
- 哥吉拉：喜多川務
- 機械哥吉拉：石垣廣文

## 製作人員
- 導演：手塚昌明
- 特殊技術：菊地雄一
- 劇本：三村涉
- 製作：富山省吾
- 音樂：大島滿

## 外部連結
- 互联网电影数据库（IMDb）上《哥吉拉×機械哥吉拉》的资料（英文）
- 爛番茄上《哥吉拉×機械哥吉拉》的資料（英文）
- AllMovie上《哥吉拉×機械哥吉拉》的资料（英文）
- 開眼電影網上《哥吉拉×機械哥吉拉》的資料（繁體中文）
- 豆瓣电影上《哥吉拉×機械哥吉拉》的資料 （简体中文）
- 时光网上《哥吉拉×機械哥吉拉》的資料（简体中文）